# Fahnenmonument „Flamme der Revolution“
Das Fahnenmonument am Hansering in Halle (Saale) ist ein 1967 errichtetes und der russischen Oktoberrevolution gewidmetes Denkmal.

## Bedeutung und Beschreibung

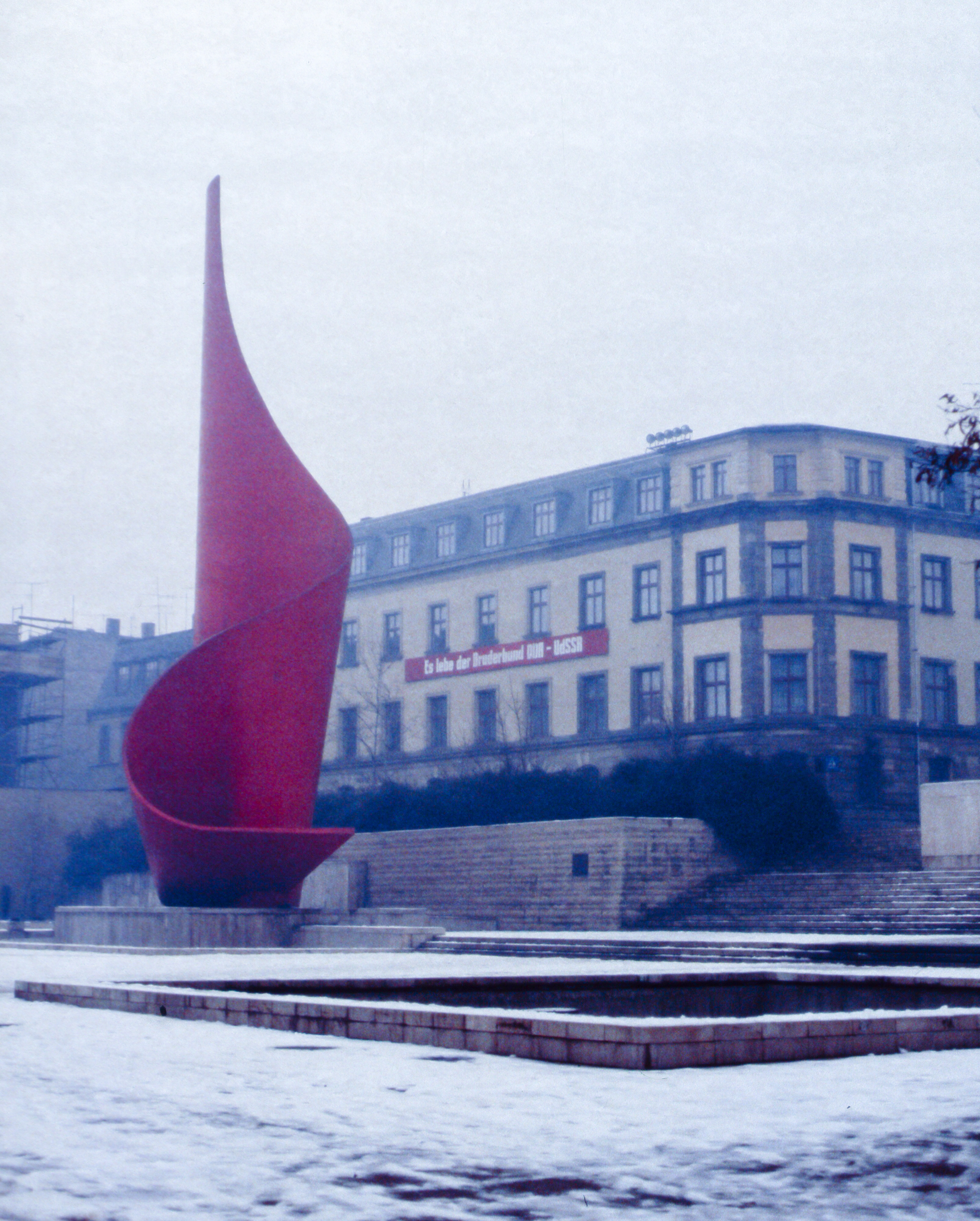
Fahnenmonument. Dezember 1980

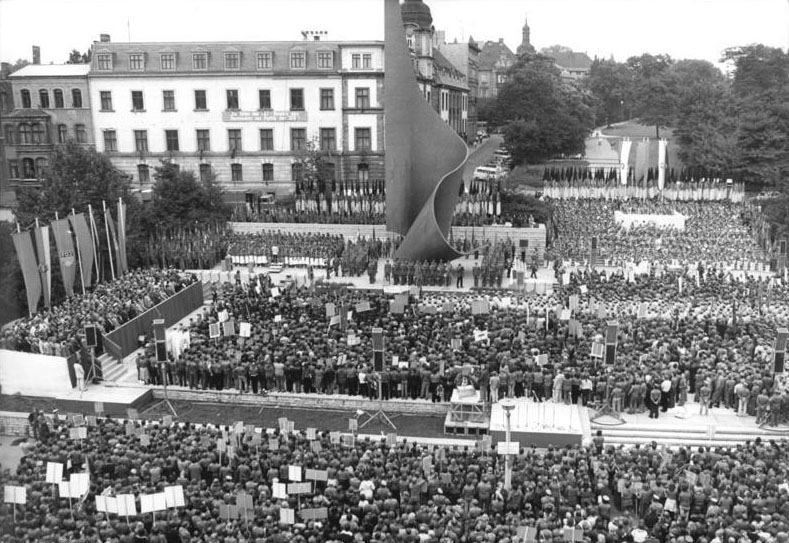
Kundgebung auf dem Platz um das Fahnenmonument, 22. August 1981

Das Fahnenmonument, in Halle auch kurz die „Fahne“ genannt, wurde als „Flamme der Revolution“ 1967 anlässlich des 50. Jahrestages der Oktoberrevolution errichtet. Sie wurde aus Stahlbeton hergestellt und ist ca. 20 Meter hoch. Es handelt sich um eine dünne Betonplatte, die in dreifacher Windung die Form von wehendem Fahnenstoff nachempfindet. Das Monument war ursprünglich mit roter Farbe gestrichen. Es erinnerte damit an die rote Fahne als Symbol der kommunistischen Partei. Das Denkmal war ein gestalterischer Bestandteil eines Aufmarschplatzes mit Rednertribüne und Nebenanlagen.
In der Deutschen Demokratischen Republik wurden der Platz für Aufmärsche, Kundgebungen und politische Feierlichkeiten genutzt. Die Rednertribüne trug die Inschrift Unser Leben erhalten und es schöner gestalten.

## Standort
Das Fahnenmonument entstand in der Nähe des 1902 errichteten Kaiser-Wilhelm-Denkmals (Entwurf von Bruno Schmitz), das 1947 abgetragen wurde.

## Heutige Situation
In der Wendezeit war die Anlage Ort demokratisch-oppositioneller Versammlungen. Abriss oder Verbleib des Denkmals war in den 1990er-Jahren heftig umstritten. Heute ist der Platz in wesentlichen Zügen im Zusammenhang mit der Errichtung einer Tiefgarage umgestaltet und wieder in die angrenzenden Grünanlagen des ehemaligen Befestigungsrings der Stadt integriert. Das Fahnenmonument wurde saniert und mit einer neuen Farbgebung nach einem Entwurf des thüringischen Malers und Grafikers Steffen Olaf Rumpf (* 1966) versehen.